# الإدارة الجنوبية (هايتي)
الإدارة الجنوبية هي واحدة من الإدارات العشر في هايتي. يبلغ عدد سكانها 774976 نسمة وذلك حسب إحصائيات سنة 2015. تبلغ مساحتها 2653.60 كم².